# خطوط سريويجايا الجوية
خطوط سريويجايا الجوية هي شركة طيران إندونيسية يقع مقرها الرئيسي في مطار سوكارنو هاتا الدولي بمدينة تانغيرانغ في إقليم بانتن. بدأت الشركة عملياتها في 10 نوفمبر 2003، وتُسيّر رحلات منتظمة وأخرى عارضة على الخطوط الداخلية داخل إندونيسيا، بالإضافة إلى الخطوط الدولية نحو الدول المجاورة. شعار الشركة هو: "شريكك في الطيران".